# Майсана
Майса̀на (на италиански: Maissana, на местен диалект Maissànna) е село и община в северозападна Италия, провинция Специя, регион Лигурия. Разположено е на 575 m надморска височина. Населението на общината е 659 души (към 2011 г.).